# Ibrahim ibn Yússuf
Ibrahim ibn Yússuf ibn Taixfín al-Lamtuní as-Sinhají (àrab: إبراهيم بن يوسف بن تاشفين اللمتوني الصنهاجي, Ibrāhīm b. Yūsuf b. Tāxfīn al-Lamtūnī aṣ-Ṣinhājī), conegut com a Ibrahim ibn Tayast (àrab: إبراهيم بن طايست, Ibrāhīm b. Ṭāyast) (? - Tizi an-alainat, 1134) fou valí d'Ixbíliya i general almoràvit, fill de Yússuf ibn Taxfín i una dona negra, i germà d'Alí ibn Yússuf, l'emir almoràvit.
Alí ibn Yússuf, que fins a la caiguda de Saragossa no havia donat gaire importància als atacs d'Alfons el Bataller, va encomanar-li que dediqués l'hivern de 1119 a 1120 a preparar una expedició que recuperés el terreny perdut a la vall de l'Ebre. Arribada la primavera de 1120 va recuperar Coria, que havia estat conquerida per Alfons VI de Castella el 1079 i a petició del seu germà es va posar en marxa amb els contingents de Granada comandats per Abu-Muhàmmad ibn Tinagmar al-Lamtuní, Madina Múrsiya amb Abu-Yaqub Yintán ibn Alí, Làrida amb Ibn Zarada i de l'Emirat de Molina amb Azzun ibn Ghalbun, però fou derrotat en la batalla de Cutanda
Es va mantenir com a valí d'Ixbíliya fins al 1122, se li va donar el comandament al Gran Atlas per combatre els almohades, que el 1121 havien començat a mobilitzar-se, i va morir en combat contra ells al penyasegat de Tizi an-alainat el 1134.